# Jorma Juselius
Jorma Juselius, född 26 februari 1926 i Helsingfors, död 18 april 2013 i Mäntsälä, var en finländsk dragspelare och orkesterledare.
Juselius studerade dragspel under ledning av Helge Pahlman och Toivo Manninen. Han turnerade under andra världskriget och slog igenom som dansmusiker under slutet av 1940-talet. Han bildade en egen orkester, som ackompanjerade artister som Henry Theel, Metro-tytöt, Matti Jurva, Tauno Palo, Ansa Ikonen och Matti Louhivuori. På 1950-talet uppträdde Juselius nästan varje kväll på underhållningsscenerna. Han uppträdde 1960-talet tillsammans med Olavi Virta, Alvi Palho, Tage Manninen och Pauli Granfelt. Ensemblens solist var Henry Theel och orkestern kom att vara verksam fram till mitten av 1980-talet.